# Гоголь, Остап
Оста́п Го́голь (начало XVII века — 1679, Дымер) — казацкий военный деятель времён Хмельницкого и Руины, один из первых полковников Винницкого полка, полковник Подольского полка, гетман Правобережной Украины.

## Биография

### Восстание Хмельницкого
Накануне 1648 года он был ротмистром «панцерных» казаков в польском войске, дислоцированном в Умани под командованием С. Калиновского. С началом восстания Гоголь вместе со своей тяжёлой кавалерией перешёл на сторону казаков.
В начале антипольского восстания Гоголь и Кияшко занимались созданием повстанческих отрядов в Могилёве-Подольском и его окрестностях. В исторических трудах этот полк называют Могилевским, Подольским, Приднестровским, Поднестровским.
После смерти Богдана Хмельницкого, в октябре 1657 года, гетман Выговский с представителями генеральной старшины, членами которой были Остап Гоголь, Юрий Немирич, Иван Богун и Иван Ковалевский, заключил Корсунский договор со Швецией, которым было определено «Войско Запорожское за народ свободный и никому не подчинённый». В июле 1659 года Подольский полк Гоголя принял участие в битве под Конотопом (вместе с другими 11 полками Гетманщины).
Когда гетман Потоцкий окружил Могилёв-Подольский, Остап Гоголь руководил Могилёвской заставой, которая оборонялась от поляков.
В последних числах февраля 1660 года на казачьей раде, на которой польский посланец Бечевский и Киевский митрополит уговаривали казаков выступить на помощь немецкому императору против Турции, Гоголь выступил как активный сторонник промосковской партии. На раде полковники и казаки говорили, что «поляки на договорных статьях не устояли: в Заднепровских городех, старинных казаков в мещанское тягло написали и емлют с них подати большие, талерей по 100 и по 200 и больши. Да на той же раде говорили полковники: Уманской Михайло, да Гоголь, да Зеленский и Корсунские и Белоцерковские и иных городов многие казаки, что лутче… по весне… чинить им промысл над Поляки и над изменники черкасы».
Летом 1660 года полк Остапа Гоголя принял участие в Чудновском походе, после которого был подписан Слободищенский трактат. Гоголь выступил сторонником казацкой автономии в составе Речи Посполитой, его сделали шляхтичем.
В 1664 году на Правобережной Украине вспыхнуло восстание против поляков и гетмана Тетери. Гоголь сначала поддержал восставших, однако впоследствии перешёл на противоположную сторону. Причиной тому стали его сыновья, которых гетман Потоцкий держал заложниками во Львове. Когда гетманом стал Дорошенко, Гоголь перешёл под его булаву и много ему помогал. Но пока он воевал с турками под Очаковом, Дорошенко на совете у реки Росава предложил признать верховенство турецкого султана, что и было сделано.
В конце 1671 года коронный гетман Собеский взял Могилёв, резиденцию Гоголя. При обороне крепости погиб один из сыновей полковника. Сам он бежал в Молдавию и оттуда прислал Собескому грамоту о своём желании подчиниться. В награду за это получил село Ольховец.
Впоследствии полковник Гоголь стал гетманом Правобережной Украины от имени короля Яна III Собеского.
Умер в 1679 году в своей резиденции в Дымере, похоронен в Киево-Межигорском монастыре неподалёку от Киева.